# Таманский полуостров
Тама́нский полуо́стров (сокращённо Тамань) — полуостров в южной части России, расположен в Краснодарском крае.

## Географическое положение
Таманский полуостров с севера омывается Темрюкским заливом Азовского моря, с запада Керченским проливом, с юга Чёрным морем. Характеризуется низменным равнинным рельефом, значительной изрезанностью береговой линии, присутствием многочисленных заливов, береговых кос, лиманов и грязевых вулканов. Современный облик Таманский полуостров приобрёл сравнительно недавно и ещё в античное время состоял из ряда островов, разделённых проливами. Важное влияние на формирование рельефа, флоры и фауны Тамани оказывала и оказывает дельта Кубани. Береговая линия на значительном протяжении обрывиста, состоит из известняковых пород и ракушечника.

## История
Древнейшие охотники и собиратели обитали на Таманском полуострове в эпоху эоплейстоцена, о чём свидетельствуют раннепалеолитические стоянки Кермек (2,1—1,8 млн лет назад) и Родники 1 (1,6—1,2 млн лет назад), расположенные в Южном Приазовье. К раннепалеолитическим также относятся стоянки: Богатыри (1,2—1,0 млн лет назад), Родники 2, 3, 4. На стоянке Богатыри/Синяя балка в черепе жившего 1,5—1,2 млн л. н. кавказского эласмотерия (Elasmotherium caucasicum) нашли застрявшее пиковидное орудие из окварцованного доломита.

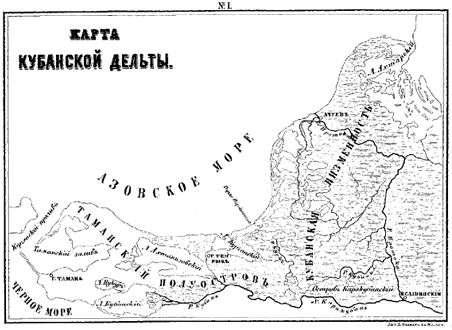
Карта Кубанской дельты, 1870 год

В древности Таманский полуостров был населён скифскими племенами (меоты, синды). В античное время он стал частью Боспорского царства, в котором жили греки, сарматы и местные народы. На Таманском полуострове находились греческие колонии Гермонасса и Фанагория. В IV веке полуостров завоевали гунны, позже он был центром Великой Булгарии и в середине VII века перешёл к хазарам. После разгрома Хазарского каганата киевским князем Святославом в 969 полуостров был завоёван Киевской Русью и на нём располагалось Тмутараканское княжество, управлявшееся сыном Владимира Великого Мстиславом Владимировичем. К началу XII века это русское княжество прекратило свое существование и в дальнейшем на полуострове проживали в основном черкесские племена. 
В XII веке на Таманском полуострове появляются половцы. В византийских источниках этого времени Тмутаракань неоднократно встречается под новым названием Матраха, в городе  образуется генуэзская фактория. В золотоордынский период (XIII—XIV вв.) на Таманском полуострове утвердились монголо-татары. В XV веке весь полуостров был захвачен Османской империей, турецкое господство продолжалось в течение трех веков (1475–1774 гг.), в составе образованного Кафинского санджака.
19 (8) апреля 1783 года Екатерина II издала манифест о присоединении Крымского полуострова, Тамани и Кубани к Российской империи. 16 августа 1792 года казачий отряд под руководством Саввы Белого основал здесь воинское поселение.  

### Археология

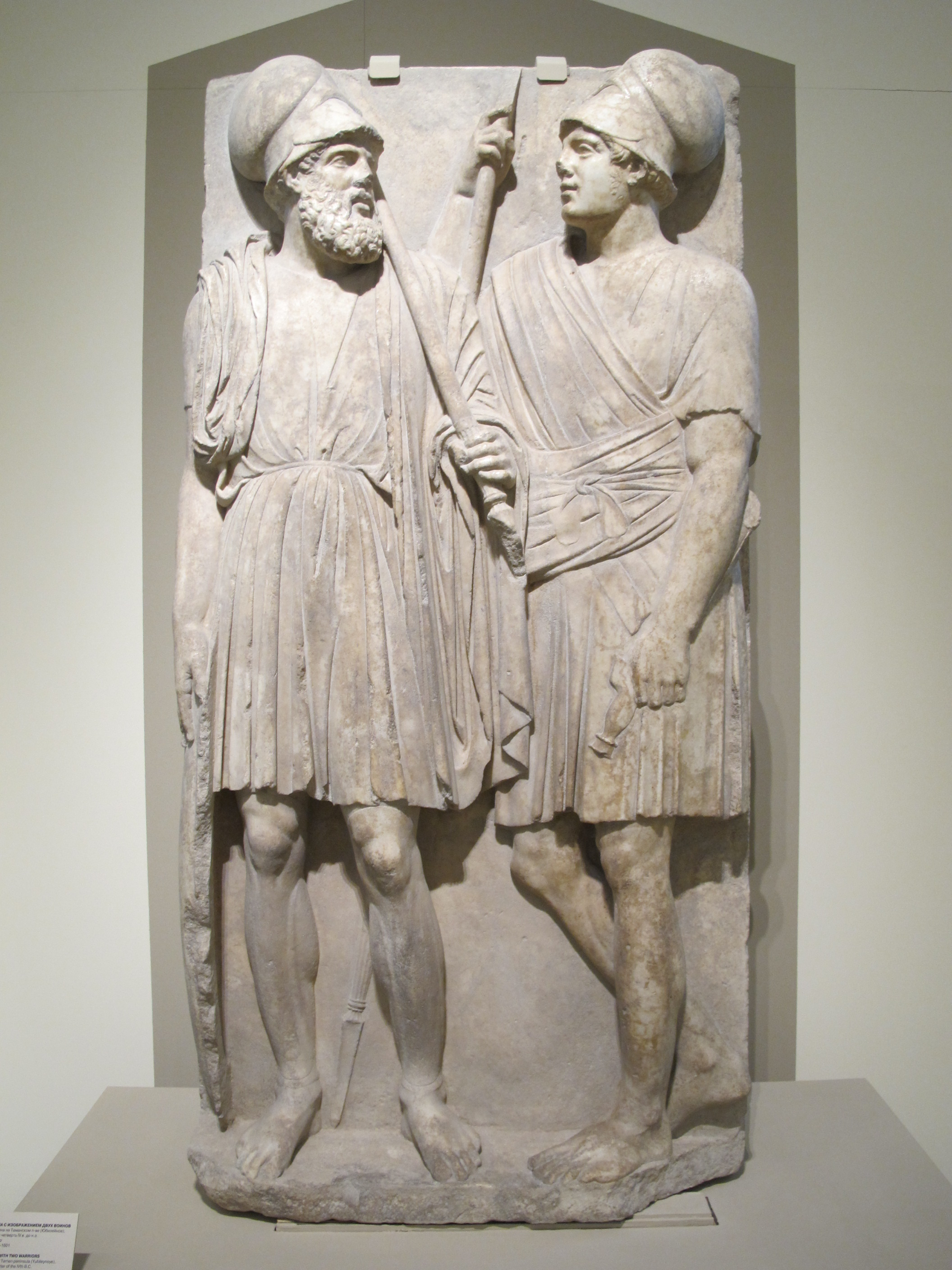
Стела с двумя воинами Боспорского царства (1985 г.)

К середине VI в. до н.э. на таманских берегах были основаны греческие города Гермонасса, Фанагория, Кепы, Патрей и другие, входившие в Боспорское государство. Его столицей стал Пантикапей, находившийся на Керченском полуострове, важнейшим городом восточной части Боспорского царства являлась Фанагория.
Первыми научными работами по описанию и изучению Таманского п-ва стали труды ученых-натуралистов и археологов П.С. Палласа и Ф. Дюбуа де Монпере.
Первыми археологическими находками на полуострове стали золотой браслет из раскопанного кургана и найденный в 1792 году Тмутараканский камень. Обе находки хранятся в Эрмитаже. В 1836–1847 годах на Таманском полуострове проводились раскопки курганов под наблюдением директора Керченского музея А.Б. Ашика и археолога Д.В. Карейши. В 1845 году в районе города Гермонасса была найдена греческая ваза с золотыми статерами, вошедшая в историю как Пуленцовский клад. Прибывшиму на место раскопок есаулу Пуленцову удалось собрать 21 монету, хотя большая чась монет была расхищена ещё до его приезда.  
В 1851–1855 годах раскопки курганов, давшие много археологических находок, проводились под надзором графа Л.А. Перовского. С 1859 года археологические изыскания производились под надзором Императорской Археологической комиссии, результаты которых были опубликованы в трудах В. В. Латышева и М. И. Ростовцева.
В советское время работы по изучению Таманского п-ва возобновились в 1926–1940 годах под эгидой Института археологии РАНИОН.
В послевоенные годы археологические работы продолжились в 1947–1957 годах. За это время были значительно уточнены и определены границы многих античных греческих городов и поселений, а также вскрыты новые культурные слои. В 1955 году Таманской экспедицией ИА АН СССР под управлением Б. А. Рыбакова были обнаружены 
остатки фундамента церкви Рождества Богородицы, построенной князем Мстиславом Владимировичем в 1023 году. В 1957–1973 годах археологическими исследованиями на Таманском полуострове занимался Н. И. Сокольский. Экспедицией под его руководством в 1967 году был найден уникальный скульптурный терракотовый рельеф со сценой «Несения Диониса», хранящийся в собрании Государственного Исторического музея.
В 1985 году при раскопках античной усадьбы на Таманском полуострове Восточно-Боспорской экспедицией ГМИИ им. А. С. Пушкина под руководством Е. А. Савостиной была обнаружена скульптурная стела с греческими воинами.
Постепенно археологическая деятельность спадает и активно возобнавляется в 2001–2012 годах.
В 2018 году интересной находкой оказался греческий шлем коринфского типа, обнаруженный в одном из захоронений.
В 2019 году Таманской археологической экспедицией Института археологии РАН найден клад из 28 золотых монет императора Иоанна I Цимисхия. В 2020 году византийские золотые монеты были обнаружены Фанагорийской археологической экспедицией.

## Музеи
- Археологический комплекс Гермонасса-Тмутаракань
- Таманский археологический музей

## Экономика
На Таманском полуострове открыты месторождения природного газа и нефти, имеются железные рудопроявления. В стадии строительства находится порт Тамань, который должен стать одним из крупнейших на юге России. Также здесь находится самое известное месторождение минерала, который иногда называют по названию полуострова — таманитом.
В 2024 году на Тамани завершается строительство электростанции «Ударная» с первой в России турбиной ГТД-110М рыбинского завода «Сатурн».
Одной из основных сфер экономики полуострова является виноградарство и виноделие, здесь выращивается до половины всего российского урожая винограда технических и столовых сортов, существует несколько винодельческих заводов. Основные сорта, используемые для изготовления вин — Алиготе, Совиньон блан, Шардоне, Рислинг из белых и Каберне совиньон, Мерло, Пино нуар, Цимлянский черный и Саперави из красных.
На полуострове активно развивается курортный туризм.